# Козимо де Медичи
Вижте пояснителната страница за други личности с името Козимо де Медичи.
Кòзимо ди Джовàни де Мèдичи (на италиански: Cosimo di Giovanni de 'Medici), наречен Козимо Стари (на италиански: Cosimo il Vecchio) или Баща на родината (на латински: Pater Patriæ; * 27 септември 1389, Флоренция, Флорентинска република; † 1 август 1464, Кареджи, пак там), е италиански политик и банкер, първият господар де факто на Флоренция и първият значим държавник от Дом Медичи. Основоположник е на кадетския клон на Медичите Кафаджоло.
Въпреки че заема важна длъжност в града (който институционално си остава република), той би могъл да се счита за най-значимият човек на Флоренция след смъртта на баща му Джовани (от когото получава икономическо наследство), особено след славното му завръщане от изгнание през 1434 г. Благодарение на умерената си политика успява да запази властта в продължение на повече от тридесет години чак до смъртта си, управлявайки държавата тихомълком чрез доверените му хора, и така позволява консолидирането на властта на семейството му в управлението на Флоренция. Умел дипломат, Козимо успява да преобърне италианските политически съюзи след смъртта на миланския херцог Филипо Мария Висконти: кара Флоренция да се съюзи със стария ѝ съперник Милано (начело с неговия приятел Франческо Сфорца) срещу Венецианската република и слага край на десетилетните италианска войни с подписването на Мира от Лоди през 1454 г.
Любител на изкуствата, Козимо използва голяма част от огромното си лично богатство (благодарение на много внимателното управление на семейната банка) за разкрасяване и прославяне на родния си град, призовавайки художници там и строейки обществени и религиозни сгради. Със страст към хуманистичната култура, той основава Неоплатоническата академия и подкрепя теоретичната насока на Флорентинския хуманизъм през втората половина на XV век. За гражданските му заслуги ден след смъртта му Сеньорията го провъзгласява за Pater patriæ, т.е. „баща на родината“. Славата на Козимо продължава да бъде като цяло положителна през вековете, тъй като неговото управление на Флорентинската република полага основите на Златния век, който достига своя връх при управлението на неговия внук Лоренцо Великолепни. През 1439 г. изпраща свои агенти по света да намерят древни ръкописи и през 1444 г. открива първата обществена библиотека „Сан Марко“. Това е революционна за времето си стъпка, тъй като дотогава само Църквата е разпространявала писменото знание. По негово нареждане се правят и много преводи. Нарежда във Флорентинския университет да се преподава старогръцки език и така той става първото място от 700 години, където се изучава този език. Наема младия Микелоцо да създаде двореца на Медичите. Той е меценат на Фра Анджелико, Фра Филипо Липи и Донатело, чиито творби „Давид“ и „Юдит и Олоферн“ са по поръчка на Медичите.

## Произход
Син е на Джовани ди Бичи де Медичи (* 1360 † 1429), първият виден представител на централния клон на семейство Медичи, и на съпругата му Пикарда Буери (втора половина на XIV век – 1433). Наследява своето богатство и усет за бизнес от баща си, който е банкер. Има трима братя:
- Дамиано († 1390 като бебе)
- Лоренцо Стари (* ок. 1395 † 1440), банкер, съпруг на Джиневра дей Кавалканти и родоначалник на кадетския клон на Медичите Пополано (или Требио)
- Антонио († 1398 като малък)

## Биография

### Ранни години
Козимо получава образование в хуманистичния кръг на Камалдолския манастир в Попи, където под ръководството на Роберто де Роси научава латински, старогръцки и арабски, получава познания по богословие, философия и изкуство. Чувствителен към новата култура, баща му Джовани му позволява да продължи да посещава хуманистичните кръгове и след края на обучението си, като Козимо печели доверието на Поджо Брачолини, Карло Марсупини и Амброджо Траверсари. В допълнение към хуманистичното си образование, според семейната традиция той получава познания по търговия и финанси от баща си, който приживе успява да стане финансист на Римската църква и да създаде огромно икономическо богатство, като последица укрепвайки позицията на Медичите във Флоренция.

### Джовани де Медичи и Папската курия (1410 – 1420)

#### Костанцки събор
През 1414 г. Козимо, който трябва да бъде назначен за приор на Флоренция на следващата година, придружава антипапа Йоан XXIII на събора в Констанц. Козимо вероятно се озовава в компанията на хуманистите Поджо Брачолини и Леонардо Бруни, по онова време на служба при баща му в Папската курия. През март 1415 г., след като Йоан XXIII изпада в немилост и е затворен в Хайделберг, Козимо се отдалечава от Констанц, като пътува до Германия и Франция. Той се връща във Флоренция едва през 1416 г. когато се жени за младата Контесина де Барди, потомка на една от най-старите и известни фамилии във Флоренция. Бракът между двамата е щастлив и добре построен върху „допълваща се хармония“. Съпругата на Козимо, в допълнение към управлението на дома и грижите за децата, помага на съпруга си в управлението на търговския трафик на вече влиятелната Банка на Медичите, която има клонове в цяла Европа.
През 1417 г., след избирането на папа Мартин V, агент на бащата на Козимо се занимава с освобождаването на антипапата, като плаща откупа от 30 хил. гулдена и постига освобождаването му на следващата година. Със смъртта на антипапата Козимо и баща му са назначени за изпълнители на завещателните разпоредби, като се грижат за изграждането на гробницата му в Баптистерия на Свети Йоан във Флоренция, дело на Донатело и Микелоцо.

#### Банкери на папа Мартин V
Въпреки приятелството, което свързва Джовани с антипапа Йоан XXIII, Медичите не губят благоволението на новия папа Мартин V – римлянинът Одоне Колона. За възстановяването на Папската държава папата се нуждае от голям финансов заем, тъй като има много господари, които, възползвайки се от слабостта му, се отказват от лоялността си към него. Поради това той също се обръща към Медичите, чиито икономически интереси в Рим се консолидират значително с назначаването през 1420 г. на Бартоломео де Барди, партньор на Джовани, за управител на делата и сметките на Римската курия.

### Раждане на партията на Медичите и богатство на Банката на Медичите
През 1420 г. Джовани де Медичи се оттегля от активен икономически живот, оставяйки управлението на Банката на Медичите в ръцете на синовете си Лоренцо и Козимо. Но истинският архитект на по-нататъшното разширяване на финансовата мрежа на Медичите е Козимо: той отваря клонове в Брюге, Париж, Лондон и в останалите главни европейски градове, което му позволява да придобие толкова огромни активи, така че да може да манипулира тихомълком житейската политика на своя град. Всъщност още от първите му политически назначения (дипломатически мисии в Милано през 1420 г., Лука през 1423 г. и Болоня през 1424 г.) се проявява пословичното благоразумие на Козимо, което намира пълна реализация в неговото 30-годишно управление. Въпреки това и през това десетилетие Козимо показва забележителен политически такт, опитвайки се да не тежи твърде много с икономическото си богатство и задоволявайки се с малко длъжности. Когато баща му Джовани умира, Козимо е най-богатият човек в града. Въпреки богатството си, за да не предизвиква завистта на другите флорентински семейства, той никога не парадира с него. Като демонстрация на този дипломатически-културен подход Козимо възлага на архитекта Микелоцо да построи скромна сграда на ул. „Ларга“, сегашният Дворец „Медичи Рикарди“. През този период той става част от Диечи ди балия и Ufficiali del Banco, отговарящи за управлението на финансирането на войната на Флорентинската република срещу Република Лука между 1429 и 1433 г.
Още когато баща му е все още жив, Козимо започва да основава своето влияние благодарение на постоянната си работа за хегемонизиране на обществените служби, чрез безскрупулно прибягване до клиентелски практики и корупция; но едва след смъртта на Джовани през 1429 г. Козимо се оказва глава на семейството и представител на интересите на Медичите във Флоренция. Благодарение на своето богатство и престижа си на меценат той създава, също чрез бракове и съюзи от различни видове, истинска политическа партия, способна да формира съюз срещу прекомерната власт на фракцията на олигарсите, водени от Албици. Всъщност съюзът с някои патрициански семейства (като браковете на брата на Козимо – Лоренцо с Джиневра Кавалканти, този на самия Козимо с Контесина де Барди и след това на децата му Пиеро с Лукреция Торнабуони и на Джовани с Джиневра дели Алесандри) е необходим за Медичите, разглеждани като новобогаташи от флорентинската аристокрация, за да имат необходимия престиж, насочен към завземане на властта.

### Изгнание от Флоренция
Враговете на Козимо са древните магнатски фамилии Албици и Строци, начело на флорентинската политика повече от петдесет години. Те държат властта във Флоренция от 1382 г. насам, с края на експеримента на управлението на дребния народ, поел длъжността след бунта на чомпи-те (август 1378 г.) Между 1382 и 1417 г. аристократичните фамилии са ръководени авторитетно от Мазо дели Албици, който укрепва вътрешната си диктатура с превземането на Пиза през 1406 г. и с победата над войските на Джан Галеацо Висконти. Престижът във външната политика, придобит от Мазо, започва да намалява със сина му Риналдо, който споделя властта с други двама велики магнати – Николо да Уцано и Пала Строци. Безкрайните войни срещу херцога на Милано Филипо Мария Висконти обезкръвяват Флоренция от пари и хора, отслабвайки позицията на магнатите и улеснявайки възхода на Медичите и на техните съюзници.
В зората на 1430 г. Риналдо и Пала Строци осъзнават сериозната заплаха, която представлява Козимо за тяхното господство, и се опитват да се намесят, като изгонят богатия банкер под някакъв претекст, но опитите им се провалят поради съпротивата на Уцано. Въпреки това, когато Уцано умира през 1432 г., съпротивата срещу ареста на Козимо престава и Албици и Строци го затварят в Палацо дей Приори на 5 септември 1433 г., обвинявайки го в стремеж към диктатура.
В този момент на опасност за семейство Медичи съществува такъв страх за живота на Козимо, че брат му Лоренцо вярва, че е убит по време на залавянето му. Затворен по заповед на гонфалониера Бернардо Гуадани, Козимо отказва да яде храната, дадена му от похитителите, тъй като се страхува да не бъде отровен. След като успява да получи храна, която му се носи от дома, той подкупва с голяма сума пари своя пазач Федерико Малаволти, осъществявайки комуникацията с външния свят и насърчавайки въстанието на Медичите сред народа. Олигархичното правителство, ръководено от Риналдо дели Албици, разделено от различни мнения и тласкано от другите Италиански държави да попречи на Козимо да бъде осъден на смърт, решава да смени присъдата от затвор на изгнание. Козимо, благодарение на своята дейност като банкер, успява да намери много приятели във Ферара и Венеция – градове, които предлагат да му помогнат при нужда. Освен това самият папа Евгений IV дава да се разбере, че Църквата няма да приеме да бъде осъден на смърт Козимо, ръководител на банката на Медичите, която е основният източник на финансиране за Светия престол.

### Завръщане и политически триумф
Козимо отива първо в Падуа, а след това във Венеция, където има важен клон на Банката на Медичите. Там той кара златно изгнание като монарх на официално посещение и благодарение на силните си приятелства и добри капиталови резерви успява да влияе, макар и отдалеч, на решенията на нестабилната олигархична Сеньория с цел подготовка на завръщането си. Освен това международното присъствие на Банката на Медичите и връзката ѝ с Папството значително увеличават личното влияние на Козимо върху италианските и европейските господари, включително кралете на Франция и Англия и императора, които не одобряват действията на Флоренция срещу него.
Възползвайки се от кризата на олигархичния режим, Републиката решава през август 1434 г. да номинира балия (правителство), изцяло подкрепящо Медичите, което малко след поемането на длъжността го вика обратно във Флоренция. Парадоксално, прогонването му от Флоренция в крайна сметка консолидира властта на Козимо: влиянието, на което той се радва както в чуждестранните дворове, така и в самата Флоренция поради гъстата си клиентелска мрежа, постепенно отслабва Риналдо дели Албици и лоялното му правителство. Триумфалното влизане на Козимо в града на 6 октомври, аплодиран от хората, които предпочитат толерантния Медичи пред олигарха и аристократа Албици, бележи първия триумф на Дом Медичи.

### Господар на Флоренция де факто (1434 – 1464)

#### Криптосеньорията на Медичи
След като изпраща опонентите си в изгнание, Козимо се утвърждава като абсолютен арбитър на флорентинската политика, дори без пряко да заема длъжности (той е само два пъти гонфалониер на правосъдието: януари-февруари 1435 г. и януари-февруари 1439 г.). Чрез контрола на изборите, на данъчната система и на създаването на нови магистратури (като Съвета на стоте), възложени на доверени хора, Козимо полага здравите основи на властта на семейство Медичи, като същевременно остава формално зачитащ републиканското свободи и поддържа винаги уединен и скромен живот, сякаш е частен гражданин. Много историци го определят като криптогосподар, т.е. господар, който, въпреки че няма институционална роля, всъщност контролира държавата чрез своите представители, като по този начин възприема политика, която не е много различна от тази на Октавиан Август в Римската република. Всъщност Козимо държи юздите на държавата от своя палат на ул. „Ларга“, където посещаващите посланици отиват да обсъждат държавните дела, след мимолетно поздравление към приорите в Палацо дела Синьория, избрани измежду привържениците на Медичите. В управлението на властта Козимо проявява щедрост и умереност, но, осъзнавайки необходимостта от това, той може да бъде и безмилостен. Когато Бернардо д'Ангиари, обвинен в заговор, е хвърлен от кула по заповед на приорите, Козимо коментира: „Един враг, хвърлен от кула, не носи голяма полза, но не може и да навреди“, и добавя, че „държавите не се управляват с отчета наши“.

#### Институционални реформи и основи на подкрепата на Медичи
Когато Козимо се завръща във Флоренция през 1434 г., благодарение на властта на балия, което е напълно свързано с него чрез икономически връзки, той успява да получи контрол над свързвачите, които в системата за избори на граждани на републикански длъжности отговарят за изваждането на имената и за гласуването от страна на Сеньорията; изборите за публични длъжности са контролирани от съдебни изпълнители, доминирани от приятели на Медичите, които приятели придобиват изключителни правомощия: те определят доверени свързвачи, които да напълнят изборните торби с имената на поддръжниците на Медичите.
Създаването и на Съвета на стоте – „посреднически“ орган, натоварен с разглеждането на законите, преди да бъдат приети в Съвета на народа, определя по-нататъшното укрепване на ролята на балиите в подкрепа на Медичите, тъй като съветът има и задачата да назначава гражданите на определени институционални длъжности. За повишаване още повече на престижната позиция на Медичите трябва да се спомене и политиката на социално издигане на хора от по-бедните класи (политика, която се провежда и при сина му Пиеро и при внука му Лоренцо Великолепни) и меценатството в строежа на обществени сгради (например финансовата подкрепа на Банката на Медичите за изграждането на купола на катедралата Санта Мария дел Фиоре от Филипо Брунелески).

### Външна политика

#### 1434 – 1447 г.: антивиконтска политика и битка при Ангиари
Във външната политика Козимо продължава традиционната политика на съюз с Венецианската република срещу Миланското херцогство, управлявано от Висконти. По това време херцог е Филипо Мария Висконти (1414 – 1447), който, воден както от амбициите да възстанови огромното владение на баща си Джан Галеацо, така и от настояването на флорентинските изгнаници, враждебно настроени към Козимо, подновява войната срещу Флоренция. През 1435 г. херцогът изпраща армията, водена от Николо Пичинино, да помогне на Република Лука, по онова време враг на Флоренция. Флоренция, изключително слаба от военна гледна точка, е спасена благодарение на намесата на Франческо I Сфорца (по онова време на заплата при венецианците, в съюз с Флоренция срещу Милано) в битката при Барга (1437). На 29 юни 1440 г. е ред на решаващата битка: миланската армия, отново водена от Пичинино, е победена в битката при Ангиари от флорентинската армия, водена от братовчеда на Козимо, Бернадето де Медичи, от съюзника на Медичите Нери ди Джино Капони и от Микелето Атендоло. Следващите седем години отбелязват прогресивен напредък на Венецианско-флорентинската лига: отслабването на Висконти (облагодетелствано от твърдоглавото поведение на Пичинино) позволява на Венеция да подчини Равена (1441), докато флорентинците получават капитулацията на град Сансеполкро, закупен за 25 000 флорина от папа Евгений IV.
От тясна гледна точка на Медичите годината 1435 е изключително важна поради факта, че Козимо има възможността да се срещне лично с Франческо I Сфорца. Скоро двамата създават приятелски връзки, които са основни за промяната на съюзите след смъртта на Филипо Мария Висконти и завладяването на херцогството от Сфорца.

#### 1447 – 1464 г.: преобръщане на съюзи и Мир от Лоди
Годините след смъртта на Филипо Мария Висконти (1447 – 1450) са решаващи за по-нататъшното укрепване на Козимо във Флоренция. Медичите от една страна влизат в конфликт с Венеция по търговски и финансови въпроси, а от друга той се нуждаят от мощен съюзник, който да се притече на помощ на Медичите, ако са в опасност. Освен това Козимо се страхува, че евентуалната победа на Венецианската република ще укрепи още повече военната му мощ за сметка на отслабеното Миланско херцогство, причинявайки нарушаването на политиката на равновесие и затварянето на Банката на Медичите в Милано. Победата на Франческо Сфорца и провъзгласяването му за херцог на Милано (получено благодарение на многобройните икономически помощи от Козимо) позволява на главата на семейство Медичи да спечели важен съюзник, макар и да трябва да се бори, за да приеме съюза с омразното Миланско херцогство. Ако промяната на съюза първоначално е продиктувана главно от интересите на фракцията на Медичите, флорентинското обществено мнение се обръща единодушно срещу Венеция, когато последната, раздразнена от разногласията с Флоренция, се съюзява с Лудвиг Савойски, Алфонсо V Арагонски (крал на Неапол) и със Сиенската република. Съюзът на Венеция със Сиена, яростен враг на Флоренция за господство в Тоскана, предизвиква вълна от възмущение в Сеньорията, тласкайки окончателно външната политика на Флоренция в посока на Сфорца. Войната, която Венеция води срещу Сфорца, се проточва уморително до 1454 г., когато е сключен Мирът от Лоди благодарение на посредничеството на Козимо де Медичи и папа Николай V, последният уплашен от падането на Константинопол в ръцете на Мехмед II през 1453 г.

#### Фераро-флорентински събор
Изключително важен за укрепването на престижа на Козимо във и извън Флоренция е Вселенският събор, проведен във Флоренция през 1439 г. През тази година, благодарение на големи парични дарения, Козимо успява да убеди папа Евгений IV (вече пребиваващ във Флоренция от 1434 г. поради бунта, начело със сем. Колона в Рим) да премести Събора от Ферара във Флоренция, на който се обсъжда унията между Латинската църква и Византийската църква. Присъствието на католически и православни църковни делегати в тосканския град е не само източник на престиж за малката република и следователно за Козимо, но и за самата икономика: присъствието на събитие от световно значение обръща погледите на италианските и европейските суверени към Флоренция, както и на самите търговци, привлечени от тази космополитна среда.
Пристигането на византийските делегати във Флоренция, включително на император Йоан VIII Палеолог и патриарха на Константинопол Йосиф, с цял двор от колоритни и странни персонажи от Изток, неимоверно стимулира въображението на обикновените хора и още повече на флорентинските художници (особено на Беноцо Гоцоли в цикъла с фрески от Параклиса на влъхвите), толкова много че оттогава хората започват да говорят за Флоренция като за „новата Атина“. Тази плеяда от ориенталски учени и прелати, носители на древната елинска култура, съответства на изключителния разцвет на изследванията на платоновата философия и на старогръцката литература, което се случва благодарение на постоянното оттогава присъствие на учени от Константинопол (сред които Георгий Гемист Плитон и бъдещият кардинал Висарион) и от колекцията от гръцки кодекси в личната библиотека на Козимо в Палацо Медичи.

### Последни години

#### 50-те години на XV век
По време на сключването на Мира от Лоди (1454 г.) Козимо е на 64 години. Болен от подагра и вече в напреднала възраст, старият държавник постепенно започва да намалява намесата си във вътрешната политика и в управлението на икономическите дела на Банката на Медичите. Въпреки това постепенно оттегляне от публичната сцена Козимо продължава да следи събитията в семейството си. Въпреки че е оставил управлението на банката на второродния си син Джовани и на децата на починалия си брат Лоренцо през 1453 г., най-големият му син Пиеро все още го описва няколко месеца преди смъртта му като „добре авантюристичен търговец“. В реалната политическа сфера Козимо оставя основните задължения в ръцете на Лука Пити, чието управление обаче се оказа изключително непопулярно в разрешаването на икономическата нестабилност на републиката след години на война – състояние, което предизвика смут и (неуспешен) заговор на Пиеро Ричи през септември 1457 г. Сред последните политически инициативи на Козимо е назначаването на Поджо Брачолини за канцлер на Републиката (1454 – 1459), след като хуманистът е принуден да напусне Рим след разногласия с младия Лоренцо Вала.

#### Семеен траур и смърт
Козимо в началото на 60-те години на XV век е достигнал забележителната за времето възраст от 70 години. Малко преди смъртта си той изпитва болката от кончината на любимия му син Джовани през 1463 г. Въпреки че Джовани му е причинил много грижи заради поведението си, Козимо скърби горчиво за починалия си син: от една страна, защото владетелят възлага всичките си надежди за наследството на него предвид лошото здравословно състояние на най-големия му син Пиеро, постоянно страдащ от подагра; от друга страна, поради популярността на Джовани в града.
Навлизайки в депресивна фаза, Козимо подготвя своето завещание, като поставя някои от близките си сътрудници до болния си син Пиеро, като Диотисалви Нерони. Единствената радост през последните му години е присъствието на много младия му внук Лоренцо, на чиято интелигентност и дух се възхищава: въпреки че е само на 15 години, когато дядо му умира, Лоренцо е много зрял за възрастта си, което кара Козимо на смъртния си одър да препоръча на Пиеро да даде на Лоренцо и на брат му Джулиано най-доброто образование в политическата сфера. Козимо умира на 1 август 1464 г. в любимата си Вила на Медичите в Кареджи, където обича да прекарва периоди на почивка в компанията на Марсилио Фичино и на членовете на Неоплатоническата академия.

#### Погребение и Козимо – Баща на родината
Смъртта на Козимо де Медичи е посрещната с траур и ужас както във Флоренция, така и в другите владетели на полуострова. В знак на благодарност Сеньорията иска Козимо да получи тържествено погребение, сякаш е починал държавен глава. Синът му Пиеро обаче иска желанието на баща му да бъде уважено и да бъде погребан като частен гражданин. Въпреки това новият глава на семейство Медичи не можа да откаже честта, която Сеньорията и народът решават да дадат на Козимо, като изписват през 1465 г. надписа Pater patriæ („Баща на родината“) върху плочата на неговата гробница, създадена от Андреа дел Верокио. Плочата, поставена на пресечната точка на централния неф с трансепта, е пред олтара на базиликата Сан Лоренцо на място, което в християнските базилики обикновено е запазено за мощите на светците, на които е посветена църквата. Гробницата обаче се намира в криптата на базиликата.
След смъртта си през 1464 г. Козимо е наследен от своя син Пиеро Подагрения, баща на Лоренцо Великолепни.

## Културна политика

### Предистория
Меценатството също е оръжие в ръцете на Козимо, разбирано като добра пропагандна инвестиция. Защитавайки художниците, финансирайки литературните дейци и спонсорирайки изграждането на обществени сгради, той постановява освещаването си като Pater patriæ (Баща на родината), с което ще бъде известен за потомците. Неговата изключителна мъдрост е в това името му никога да не се отделя от това на Флоренция, като по този начин му позволява да се покаже пред своите съграждани като благодетел на гражданството, а не като високомерен олигарх. Освен това Козимо се интересува и от възстановяването на сгради извън Флоренция, понякога на хиляди километри от тосканската столица, като напр. разрушеният Колеж на италианците в Париж и Домът на поклонниците в Йерусалим.

### Обществени сгради

#### Манастир „Сан Марко“
По отношение на поклонническите сгради Козимо възстановява манастира Сан Марко в средата на 30-те години на XV век. Той поверява проекта на любимия си архитект Микелоцо, докато той поръчва на монаха Беато Анджелико украсата на килиите, една от които е предназначена за лична употреба на Козимо, ако има нужда от размисъл. В замяна на 10 000 флорина, изразходвани за реставрацията и за всеки предмет (свещен или светски), необходим на монасите, Козимо убеждава папа Евгений IV да въведе доминиканските монаси в този манастир, като вместо това гони Силвестринските монаси, обвинени в морална разпуснатост. Козимо, наследник на библиотеката на хуманиста Николо Николи, я пренася в манастира Сан Марко, правейки достъпа до нея свободен.

#### Базилика „Сан Лоренцо“
Козимо продължава работите в Сан Лоренцо, започнати през 1419 г. от баща му Джовани и проектирани от Филипо Брунелески. Веднага след смъртта на Джовани, през 1429 г., заедно с брат си Лоренцо, той възлага на Донатело да завърши и украси Старата сакристия (1428), като със смъртта на последния поема цялата реконструкция на църквата, посветена на името на починалия му брат.

#### Бадия на Фиезоле
Доста древна църква, датираща от XI век, впоследствие разрушена след покоряването на Фиезоле от Флоренция и след това възстановена през XV век, Бадията на Фиезоле първо преминава в ръцете на Камадолската конгрегация, след това на бенедиктинците и накрая на августинците след 1439 г. Именно през XV век сградата и религиозната общност като цяло преживяват своя период на максимален разцвет благодарение на покровителството на Козимо де Медичи. През 1456 г. той възлага на Микелоцо и на Филипо Брунелески да обновят църквата и да я украсят, както и да предоставят на монашеската общност различни напредничави услуги като болница и други по-обикновени като трапезария, различни стаи за срещи на ордена и накрая богатата библиотека за ползване от монасите.

#### Основаване на Лаврентинската библиотека
През 1444 г. Козимо решава да направи публичен достъпа до своята огромна библиотека. Веспасиано да Бистичи, уредник на библиотеката на Медичите (по-късно наречена Лаврентинска, тъй като е свързана с базиликата Сан Лоренцо), описва много подробно не само внушителния брой ръкописи, съхранявани там (повече от 200, доста забележително за времето, тъй като изобретяването на печата с подвижен шрифт от Гутенберг става по-късно, около 1450 г.), но и загрижеността, с която Козимо Стари иска тя да бъде завършена и обогатена възможно най-скоро. Запазените томове варират от Отците на Църквата (Ориген, Свети Йероним Блажени, Свети Григорий Назиански, Лактанций, Свети Григорий Велики, Свети Тома Аквински и Свети Бонавентура) до философите и писателите от Древна Гърция и Рим (Аристотел, Ливий, Цезар, Светоний, Плутарх, Валерий Максим, Вергилий, Теренций, Овидий, Сенека, Плавт, Прискиан и др.).

### Частно меценатство
Освен изграждането на манастири и покровителство на културата в полза на флорентинския народ и местната църква Козимо се посвещава и на изграждането на вили и дворци за лична употреба, извиквайки там известни художници като Донатело, автор на известния Давид, създаден по поръчка на Козимо, Филипо Липи, Паоло Учело, Лука дела Робия, Лоренцо Гиберти, Дезидерио да Сетиняно, Андреа дел Кастаньо и Микелоцо.

#### Дворец на улица „Ларга“ и Параклис на влъхвите
Веднага след като става глава на семейството, Козимо решава да построи дворец на ул. „Ларга“ (днешна ул. „Кавур“), чиито работи продължават около десет години. Първоначално той се консултира с Филипо Брунелески като архитект, но виждайки разкошния му проект, Козимо предпочита да повика Микелоцо на служба, който вместо това му представя много по-скромен дизайн: това е с цел да не събуди завистта на политическите врагове на Козимо. Решението е обобщено така:
| „ | [Козимо] продължава да моделира поведението си върху модели, извлечени от цицероновия стоицизъм (търсенето на общо благо, а не на лична власт или престиж, умереност, отказ от показност). Трезвеността на произведенията, поръчани от него, включително тези с обществена стойност, като Палацо Медичи или манастира Сан Марко, трябва да се тълкува в тази светлина. | “ |
| Pierluigi De Vecchi e Elda Cerchiari, Dal Gotico Internazionale alla Maniera Moderna, in Arte nel Tempo, 2, tomo I, Milano, Bompiani, 2004, с. 127 | |   |

Двадесет години след приключването на Фераро-флорентинския събор Козимо помисля да увековечи това събитие (за което Медичите допринасят финансово), като възлага през 1459 г. на Беноцо Гоцоли да украси частния параклис (Параклис на влъхвите) в Палацо Медичи с представянето на процесията на тримата влъхви – метафора за светското и духовно пътуване на семейството и партията Медичи под знамето на набожността.

#### Вили на Медичите
Любител на провинциалния живот, Козимо започва изграждането на някои от вилите на Медичите, където може да си почива от грижите на управлението и бизнеса. В Муджело например той кара Микелоцо да ремонтират семейните вили в Требио и Кафаджоло. Той също така строи Вилата на Медичите в Кареджи, където протича по-голямата част от семейния му живот и където умира.

## Хуманизмът на Медичите

### Предистория
Ако днес можем да се възхищаваме на великите шедьоври на Ренесанса, това е благодарение на културното обновление, извършено от Франческо Петрарка и след това предпочитано от ренесансовите системи през XV век. Хуманизмът е не само важен феномен от строго културна гледна точка (преоткриване на класиката, развитие на филологическата наука, философска революция, основана на антропоцентризма), но и от политико-педагогическо ниво: етичните ценности на древността и гъвкавостта на изобретателността, която той предпочита, са отлично средство за формирането на отлична управляваща класа в служба на влаетелите. Освен това популяризирането на изкуствата и мисълта от дадена династия е мощен инструмент за популяризиране на нейния имидж: Козимо де Медичи е един от първите (ако не и най-големият) му поддръжници.

### Елитарен хуманизъм
Културната политика на Козимо се основава на насърчаването на имиджа на семейството му и на самата Флоренция. Подпомогнат от първокласни интелектуалци като старият Николо Николи, Карло Марсупини (който наследява Леонардо Бруни като канцлер на Републиката) и Веспасиано да Бистичи, Козимо прокарва хуманизъм, дълбоко отдалечен от този от първата половина на флорентинския XV век: вече не граждански и почитащ тримата представители на простонародния език (Данте Алигиери, Франческо Петрарка и Джовани Бокачо), а напълно класически и пропит с дълбоко философско призвание. Поради тези причини Козимо и неговото обкръжение се сблъскват с хуманистите Леон Батиста Алберти и Франческо Филелфо: първият, „виновен“ за това, че е спонсорирал поетическата надпревара на простонароден език Certame coronario през 1441 г., е принуден да напусне Флоренция; вторият – за това, че е чел Данте в Студиума (тогавашния университет) през академичната 1431 – 32 година, е обект на яростни обиди от Николо Николи и Карло Марсупини. За да разберем причините за това внимание от страна на политиката към културната реалия на времето, трябва да се върнем към „пропагандното“ измерението: културата обслужва политиката:
| „ | През 1431-32 г. той [Филелфо] прочел и изкоментирал, пръв сред хуманистите, Данте в Студиума като ясен акт на почит към най-известния син на Флоренция, в съответствие с културната политика на олигархичната фракция, доминираща в Републиката, която, именно от преоткриването на Данте изваждаше тогава една от основните причини за гражданско утвърждаване: и за тази Lectura Dantis Ф. се сблъска с фракцията на Медичите, която, като претекст, се опитаха да му попречат по различни начини. | “ |
| Paolo Viti, Filelfo, Francesco, в Dizionario Biografico degli Italiani, vol. 47, Roma, Istituto dell'Enciclopedia Italiana, 1997 | |   |

### Флорентински неоплатонизъм
Срещата с двамата византийски неоплатонисти Плитон и Висарион на Фераро-флорентинския събор през 1439 г. дава на Козимо идеята да създаде във Флоренция опорна точка за разпространението на теориите на Платон в Италия, като по този начин повиши културния и политически престиж на града. Силно привлечени от сходството между Платонизма и Християнството, Козимо и членовете на Академията (сред които се открояват Марсилио Фичино и Кристофоро Ландино) възнамеряват да популяризират тази религиозна визия. Никола Абаняно обобщава флорентинския неоплатонически светоглед по следния начин:
| „ | В Платонизма последователите на Академията, и особено Марсилио Фичино и Кристофоро Ландино, виждат синтеза на цялата религиозна мисъл на древността, а следователно и на християнството и следователно най-висшата и най-истинската възможна религия [...] Съгласието на тази теология с Християнството бе обяснено чрез признаването на общ източник на религиозните доктрини на Платон и Моисей... Така че връщането към Платонизма не означаваше за последователите на Платоновата академия връщане към езичеството, а по-скоро подновяване на християнството, с редуцирането му до първоизточника, който би бил Платонизмът. | “ |
| Nicola Abbagnano, La filosofia del Rinascimento, in Nicola Abbagnano (a cura di), Storia della filosofia, vol. 3, Milano, TEA, 1995, с. 66-67 | |   |

Най-видният интелектуалец в обкръжението на Козимо Стари, който му помага в този проект, е Марсилио Фичино, син на първия семеен лекар на Медичите, с когото Козимо остава свързан от дълбоки връзки на приятелство. Благодарение на опита и ерудицията на Фичино Козимо основава Неоплатоновата академия – идеално място за среща на хуманисти, където те могат да обменят различни философски теории, като по този начин дават радикална промяна на Флорентинския хуманизъм: от „конкретни“ интереси и практически аспекти, присъщи на гражданския хуманизъм от първата половина на века, се преминава към спекулативна и съзерцателна дейност – симптом на края на гражданските свободи и на господството на Медичите.
Благоприятстващо разпространението на платоновата философия обаче е откриването на Corpus Hermeticum от личния писател на Козимо – монахът Леонардо да Пистоя. Козимо му възлага да намери от негово име древни ръкописи на старогръцки и на латински език в териториите на вече изчезналата Византийска империя. През 1460 г., по време на пътуването си до Македония, монахът открива четиринадесетте книги на гръцкия текст на Хермес Трисмегист: това е оригиналният ръкопис, който принадлежи на Михаил Псел и датира от XI век. Връщайки се във Флоренция, Леонардо да Пистоя дава текста на Козимо де Медичи, който не по-късно от 1463 г. възлага на Марсилио Фичино да го преведе от старогръцки на латински.

## Банкова дейност
Под ръководството на Козимо Стари Банката на Медичи, която той ръководи от 1420 до 1464 г., се превръща в един от стълбовете на италианските и европейските финанси до такава степен, че Козимо успява да удвои наследството на баща си Джовани ди Бичи де Медичи към момента на смъртта си. Банката е основана през 1397 г. от баща му, който оставя управлението на Козимо и на брат му Лоренцо от 1420 г. нататък, когато тя става главният финансист на папството и има клонове в Рим, Флоренция и Венеция. През следващите десетилетия Козимо, който е по-надареният от двамата братя в бизнес управлението, разширява влиянието си в останалата част на Европа: през 1439 г. отваря клон във фламандския град Брюге, много важен център за международна търговия; през 1446 г. разширява своята мрежа и в Лондон. След смъртта на брат си през 1440 г. Козимо се присъединява към управлението на финансовите активи на Медичите от Джовани Бенчи, заедно с когото допълнително разширява влиянието на банката: в поземления регистър от 1457 г. Милано са добавени клонове (открити през 1452 г. и управлявани от Пиджело Портинари, който става доверен човек на приятеля и съюзника на Козимо – херцог Франческо Сфорца), Женева и Авиньон, както и малката банка на Анкона, вече открита през 1441 г. Благодарение на тези данни можем да разберем успеха на Козимо във външната политика, благоволението на суверените към него по време на първото му изгнание и голямата репутация, на която се радва. Освен това, благодарение на огромното си богатство, Козимо също повлиява на вътрешната политика на чужди държави, много по-мощни във военно отношение, като Кралство Англия напр.: Едуард IV, представител на Дом Йорк, който се бие срещу Дом Ланкастър във Войната на розите (1455 – 1485), успява да поддържа армията благодарение на многобройните финансови субсидии, които Козимо му дава.
Личните активи на Медичите включват и множество занаятчийски магазини в града, наследени от баща му или закупени от него. В поземления регистър от 1427 г. Козимо притежава две мелници за вълна (към които през 1433 г. е добавена фабрика за коприна), които, въпреки че не дават толкова приходи, колкото обменните му курсове, все пак дават работа на много работници и стимулират търговията в града, както и укрепването на позицията на Медичите сред народните слоеве.

## Личност

### Политик
Въз основа на свидетелствата на неговите съвременници фигурата на Козимо де Медичи отразява фигурата на отличен политик, способен да поддържа равновесието си чрез зачитане на републиканските свободи и в същото време да поддържа властта си, оставяйки ключовите постове в управлението на Флорентинската република на доверени хора. Франческо Гуичардини говори за „благоразумието“ като ключов термин от психологията му и същата концепция е приета от Хейл. Самият Веспасиано да Бистичи, негов библиотекар и приятел, се спира на благоразумието като основна характеристика на душевността на Козимо:
| „ | Връщайки се към Козимо, колко предпазлив бе в отговорите си, в което се състои благоразумието на човека [...] Всичките му отговори бяха подправени със сол. Имаше много граждани, които по своите случаи отиваха при Козимо за съвет. | “ |

Сърдечен, приятелски настроен и искрен, Козимо е способен и на изключителна строгост в управлението на държавата. Според свидетелството на Макиавели Козимо, който е обвинен за изгнанието на семейство Албици и неговите симпатизанти, отговаря с известната фраза:
| „ | Тъй като той беше по-добре разрушен град, отколкото изгубен: и като две тръстики от розов плат те направиха добър човек; и че държавите не са били държани с бащиници в ръка. | “ |

Това отношение може да се открие в конкретния случай към хуманиста Франческо Филелфо. Поради разногласия относно неговата културна политика, противоположна на наложената от Козимо, Филелфо е обект на нападение с нож на 18 май 1433 г. от някой си Филипо Казали, но хуманистът смята, че дългата ръка на Медичите стои зад подстрекателя.

### Личен живот
За личния живот на Козимо доста информация идва от Веспасиано да Бистичи, който разказва няколко история за неговия покровител: страхотната памет, страстта към земеделието, която той демонстрира в грижите за градината на манастира Сан Марко, либералността към културните дейци и художниците, при които не се ограничава до обикновеното меценатство.
В отношенията със семейството си Козимо поддържа като цяло отлични отношения както със съпругата си Контесина, така и с двамата си синове Джовани и Пиеро. За съпругата на Козимо се припомня, че „Контесина де Барди е отлична съпруга, изцяло посветена на грижата за къщата и двете си деца“ и тази визия се появява и от 35-те писма, съхранявани в Архива на Медичите пред Принципата.
Единственото петно в брачния му живот е извънбрачната му връзка с млада черкезка робиня на име Магдалена, купена във Венеция, от която има извънбрачен син Карло – забележителен духовник и бъдещ каноник на Катедралата на Прато. Въпреки че е извънбрачно дете, Карло е посрещнат от Контесина като неин собствен син и е образован заедно с двамата му полубратя.

## Брак и потомство
∞ 1415 за Контесина де Барди (* 1390, Флоренция; † 1473, пак там), дъщеря на Джовани де Барди, граф на Вернио, и на Емилия Панокиески от графовете на Елчи, от която има двама сина:
- Пиеро де Медичи „Подагрения“ (*14 юни 1416, Флоренция; † 2 декември 1469, пак там), де факто владетел на Флоренция (1464 – 1469), съпруг на Лукреция Торнабуони, от която има четирима сина (сред които Лоренцо и Джулиано) и две или три дъщери. Има и един извънбрачен син.
- Джовани де Медичи (* 3 юни 1421, Флоренция; † 23 септември 1463, пак там), банкер и меценат, съпруг на Джиневра дели Алесандри, от която има един син. Има и двама вероятно извънбрачни сина.

От Магдалена, черкезка робиня, има един извънбрачен син:
- Карло де Медичи (* 1428 или 1430, Флоренция; † 29 май 1492, пак там), забележителен духовник и бъдещ каноник на Катедралата на Прато.[111]

- Децата на Козимо
- Пиеро
- Джовани
- Карло

## Козимо Стари в масовата култура
Фигурата на Козимо е централна в телевизионния сериал „Медичите“ (2016 – 2019), където в ролята му е Ричард Мадън. Присъства и в романа от 2016 г. „Династия на власт“ (Una dinastia al potere), който е първият от тетралогията за Медичите на италианския автор Матео Струкул.

## Обяснителни бележки
1. ↑  роден като Балдасар Коса, член на „Пизанската“ фракция по време на Голямата западна схизма
2. ↑  От Niccolò Machiavelli, Storie fiorentine с. 193-192. научаваме, че Джовани де Медичи умира през 1429 г., на 69-годишна възраст, след като напомня на Козимо и Лоренцо да практикуват винаги справедливост и добродетел, както в частната, така и в политическата сфера, като се стремят да не отнемат, а да дават на общността.
3. ↑  Извънредна магистратура с юрисдикция над укрепленията, , защитата на града, съюзите, войната и мира.
4. ↑  „Ядрото на партията или фракцията е било съставено от членове на различните клонове на едно и също семейство, които се обединяват след превъзходната финансова сила и политически опит на семейството на Джовани. След това се разширило с поредица от добре уредени бракове, които свързват Медичите със семейства с по-малко богатство, но по-богати на престиж: Барди, Салвиати, Кавалканти, Торнабуони. След това се бе разширило допълнително с придобиването на кръг от различни групи „приятели", които не бяха влиятелни, но многобройни, и идентифицираха своите интереси с тези на Медичите в замяна на тяхната защита.“ Вж. John Rigby Hale, Firenze e i Medici, a cura di Maurizio Papini, Milano, Mursia, 1980, с. 20
5. ↑  За фигурата и политическия възход на Козимо вж. Dale Kent, Medici, Cosimo de', in Dizionario Biografico degli Italiani, vol. 73, Roma, Istituto della Enciclopedia italiana, 2009 .. По отношение на метода на управление на Медичите между 1434 и 1494 г. е интересно Nicolai Rubinstein, The government of Florence under the Medici (1434-1494), Oxford, Clarendon Press, 1966 ., който осветява термина „криптосиньория“ в чужд контекст. В италианската историография изследванията: Giovanni Tabacco, Egemonie sociali e strutture del potere nel medioevo italiano, Torino, Einaudi, 1974 с. 352-357., Ernesto Sestan, Le origini delle signorie cittadine: un problema storico esaurito?, в Giorgio Chittolini (a cura di), La crisi degli ordinamenti comunali e le origini dello Stato del Rinascimento, Bologna, Il Mulino, 197 с. 58-59. и Mario Ascheri, Istituzioni Medievali, Bologna, Il Mulino, 1994 с. 290-291., които подчертават подчинението, от страна на някои господари, на общинските форми, запазвайки техните демократични изяви.
6. ↑  Tim Parks, La fortuna dei Medici: finanza, teologia e arte nella Firenze del Quattrocento, a cura di Silvia Artoni, Milano, Oscar Mondadori, 2008 с. 130. припомня създаването на клон на Банката на Медичите в Милано с цел да помогне на Франческо Сфорца в управлението на властта. В контекста на обръщането на съюзите всъщност Сфорца и Миланското херцогство са географски по-близо от Венеция, което прави по-удобно да се установят добри отношения с Милано, отколкото с Венеция, също и защото продължаващата война с такава мощна държава е пагубна за флорентинската хазна (George Frederick Young, I Medici, a cura di Giuseppina Taddei Saltini, Firenze, Salani, 1987 с. 82; с. 84.).
7. ↑  Hale с. 54.. 50-те години, поради конфликта, епидемия от чума през 1448 г. и земетресение от 1453 г., водят до фалит флорентинската икономика. Поради тези трудности враговете на Козимо се опитват да върнат гласовете обратно в бюлетината, а не със системата на Медичите от обединители. Първият заговор и неуспешният конституционен „преврат“ позволиха на Козимо да укрепи допълнително позицията си в града (вж. Parks с. 128-129.).
8. ↑  Макар че, както си спомня George Frederick Young (I Medici, a cura di Giuseppina Taddei Saltini, Firenze, Salani, 1987, с. 113). Дворецът се е смятал за твърде разкошен за обикновения гражданин, като се има предвид, че е надминавал по блясък дворците на самите крале на Франция и Англия, както и на императора на Свещената римска империя.
9. ↑  Алберти е силно критичен към едноезичието на флорентинската хуманистична култура, която с идването на Козимо през 1434 г. се превръща в израз на културното обновление на Медичите. Затова той е принуден да напусне Флоренция, за да поеме по църковен път. Вж. Guido Cappelli, L'Umanesimo italiano da Petrarca a Valla, Roma, Carocci editore, 201, с. 309-310.
10. ↑  Отново според свидетелството на Vespasiano da Bisticci с. 263., Козимо е бил «много либерален и особено с всички мъже, които познаваше и които имаха някаква добродетел». Отново в Vespasiano da Bisticci с. 261-262. се съобщава за случаи на хора, които, оплаквайки се от Козимо, са били повикани от него, за да демонстрират неоснователността на обвиненията си, много напомняйки за отношението, показано от Траян спрямо обикновените граждани.

## Библиографски бележки
1. ↑  500114962 //   1 ноември 2017 г. Посетен на 22 май 2021 г.
2. 1 2 3 4 5 6 7 8 9  Dale Kent, Medici, Cosimo de', in Dizionario Biografico degli Italiani, vol. 73, Roma, Istituto della Enciclopedia italiana, 2009
3. ↑  Vespasiano da Bisticci, Vite di uomini illustri del secolo XV, Firenze, Barbera, Bianchi e Comp., 1859, с. 246
4. ↑  George Frederick Young, I Medici, a cura di Giuseppina Taddei Saltini, Firenze, Salani, 1987, с. 57
5. ↑  John Rigby Hale, Firenze e i Medici, a cura di Maurizio Papini, Milano, Mursia, 1980, с. 12
6. ↑  John Rigby Hale, Firenze e i Medici, a cura di Maurizio Papini, Milano, Mursia, 1980, с. 10-11
7. 1 2 3 4 5 6  Cosimo il Vecchio (1389-1464), на palazzo-medici.it, Palazzo Medici Riccardi, 2007.
8. ↑  Dale Kent, Medici, Cosimo de', в Dizionario Biografico degli Italiani, vol. 73, Roma, Istituto della Enciclopedia italiana, 2009| „ | Служителите на банката го последваха през 1414 г. на Събора в Констанц, в който се смята, че М. участва, придружен от Поджо Брачолини и Леонардо Бруни. | “ |
9. ↑  George Frederick Young, I Medici, a cura di Giuseppina Taddei Saltini, Firenze, Salani, 1987, с. 56
10. ↑  K. Dorothea Ewart Vernon, Cosimo de' Medici, Londra, MacMillan, 1899, с. 30, Vespasiano da Bisticci, Vite di uomini illustri del secolo XV, Firenze, Barbera, Bianchi e Comp., 1859, с. 247
11. ↑  Marcello Vannucci, Le donne di Casa Medici, Roma, Newton & Compton Editori, 2006 с. 10-11.
12. ↑  Giovanni di Averardo detto Bicci (1360-1429), на palazzo-medici.it, Palazzo Medici Riccardi, 2007. Архивирано от оригинала на 19 април 2015
13. 1 2  George Frederick Young, I Medici, a cura di Giuseppina Taddei Saltini, Firenze, Salani, 1987, с. 43
14. ↑  Bianca .| „ | Имайки за основна цел възстановяването на Папската държава, М. пристъпи към признаване на вече съществуващите ситуации, опитвайки се обаче да препотвърди папската власт и в същото време да регулира събирането на имотите: именно от Мантуа, например, той потвърди привилегиите на Терачина (7 ноември 1418 г.), предостави викариата на Имола на Лудовико Алидоси (13 ноември) за три години, а този на Форли на Джорджо Орделафи (29 ноември); той намали викариата на Малатеста Малатеста на три години, които вместо това Григорий XII бе предоставил без ограничения във времето (29 януари 1419 г.); през януари 1419 г. той назначи за херцог на Сполето Гуидантонио да Монтефелтро, с когото ще поддържа толкова близки отношения, че да му даде своята племенница Катерина Колона за негова съпруга през 1424 г. | “ |
15. ↑  Kent ..
16. ↑  Dale Kent, Medici, Cosimo de', in Dizionario Biografico degli Italiani, vol. 73, Roma, Istituto della Enciclopedia italiana, 2009,| „ | Въпреки това той се е оттеглил от ефективното ръководство на банката през 1420 г., оставяйки мястото си на синовете си М. [Козимо] и Лоренцо | “ |
17. ↑  Franco Cesati, I Medici - storia di una dinastia europea, Firenze, Mandragora, 1999 с. 23.
18. ↑  Kent ..
19. ↑  Hale с. 21..
20. ↑  John Rigby Hale, Firenze e i Medici, a cura di Maurizio Papini, Milano, Mursia, 1980, с. 20
21. ↑  Ingeborg Walter, MEDICI, Piero de', vol. 73, Roma, Istituto dell'Enciclopedia Italiana, 2009,
22. ↑  Franco Cesati, I Medici - storia di una dinastia europea, Firenze, Mandragora, 1999, с. 23
23. ↑  За общата историческа справка вж Alfredo Bosisio, Il Basso Medioevo, in Federico Curato (a cura di), Storia Universale, IV, Novara, Istituto geografico De Agostini, 1968 с. 269..
24. ↑   Parks, La fortuna dei Medici: finanza, teologia e arte nella Firenze del Quattrocento, a cura di Silvia Artoni, Milano, Oscar Mondadori, 2008, с. 79
25. ↑  Franco Cesati, I Medici - storia di una dinastia europea, Firenze, Mandragora, 1999, с. 23
26. ↑  Niccolò Machiavelli, Storie fiorentine с. 350-355.. У Макиавели, на с. 355, се казва: | „ | Но след мира [с Лука] и с него смъртта на Николо да Уцано градът остана без война и без задръжкиа... и месер Риналдо, му се струваше, че е оставен сам като принц на партията [на олигарсите], не престана да моли и да заразява всички граждани, за които той вярваше, че биха могли да бъдат гонфалонери, които биха се въоръжили, за да освободят страната си от този човек (т.е. Козимо). | “ |
27. 1 2  Indro Montanelli e Roberto Gervaso, L'Italia dei Secoli d'oro, in Storia d'Italia, 4ª ed., Milano, Rizzoli, 2000 с. 205..
28. ↑  Niccolò Machiavelli, Storie fiorentine, с. 358 и сл.
29. ↑  Cesati с. 24. e Parks с. 88..
30. ↑  John Rigby Hale, Firenze e i Medici, a cura di Maurizio Papini, Milano, Mursia, 1980 с. 23.
31. ↑  Tim Parks, La fortuna dei Medici: finanza, teologia e arte nella Firenze del Quattrocento, a cura di Silvia Artoni, Milano, Oscar Mondadori, 2008, с. 86
32. ↑  Franco Cesati, I Medici - storia di una dinastia europea, Firenze, Mandragora, 1999 с. 24..
33. ↑  John Rigby Hale, Firenze e i Medici, a cura di Maurizio Papini, Milano, Mursia, 1980 с. 24.. и Dale Kent, Medici, Cosimo de', в Dizionario Biografico degli Italiani, vol. 73, Roma, Istituto della Enciclopedia italiana, 2009
34. ↑  Kent ..
35. ↑  Dale Kent, Medici, Cosimo de', в Dizionario Biografico degli Italiani, vol. 73, Roma, Istituto della Enciclopedia italiana, 2009 .:| „ | Лоялността на поддръжниците на Медичите, които останаха във Флоренция, и натискът върху градската управа от техните приятели в чужбина бяха важни за поддържането на влиянието на Медичите и за подготовката за неговото репатриране. | “ |
36. ↑  George Frederick Young, I Medici, a cura di Giuseppina Taddei Saltini, Firenze, Salani, 1987 с. 63..
37. ↑  John Rigby Hale, Firenze e i Medici, a cura di Maurizio Papini, Milano, Mursia, 1980 с. 24..
38. ↑  Риналдо дели Албици умира в Анкона през 1442 г.
39. ↑  Dale Kent, Medici, Cosimo de', in Dizionario Biografico degli Italiani, vol. 73, Roma, Istituto della Enciclopedia italiana, 2009
40. ↑  Vespasiano da Bisticci, Vite di uomini illustri del secolo XV, Firenze, Barbera, Bianchi e Comp., 1859 с. 250.: | „ | ... и на Козимо му бяха нужни много усилия да си ги запази [„привържениците на балията, които го върнаха от изгнание“], и да прекара време с тях; винаги демонстрирайки, че искат те да могат да направят толкова, колкото и той; и той отиде, прикривайки властта си, доколкото можеше, в града и направи всичко, за да не се разкрие. | “ |
41. ↑  Самият Dale Kent (Medici, Cosimo de', in Dizionario Biografico degli Italiani, vol. 73, Roma, Istituto della Enciclopedia italiana, 2009) ., без дори да назовава Август, се позовава на модела на принцепса в републиканския Рим: | „ | Но преди всичко позицията на M[едичите] във Флоренция зависеше, подобно на тази на „principes civitatis” на републиканския Рим, от онова неопределимо качество, което Веспасиано да Бистичи наричаше „авторитет”. | “ |
42. ↑  Tim Parks, La fortuna dei Medici: finanza, teologia e arte nella Firenze del Quattrocento, a cura di Silvia Artoni, Milano, Oscar Mondadori, 2008 с. 126..
43. ↑  Няколко десетилетия по-късно тази фраза е коментирана от Джироламо Савонарола в една от неговите проповеди: «И ако сте чували, че „държавите не се управляват от отчета наши“, помнете, че това е управлението на тираните, управлението на враговете на Бога и общото благо, правило за потискане, а не за облекчаване и освобождаване на града.
44. ↑  Kent .:| „ | Изборите за обществени длъжности бяха контролирани от балии, доминирани от приятели на Медичите, които придобиха изключителни правомощия: те определиха доверени свързвачи, които да напълнят изборните чанти с имената на поддръжниците на Медичите. | “ |
45. ↑  John Rigby Hale, Firenze e i Medici, a cura di Maurizio Papini, Milano, Mursia, 1980 с. 34..
46. ↑  Tim Parks, La fortuna dei Medici: finanza, teologia e arte nella Firenze del Quattrocento, a cura di Silvia Artoni, Milano, Oscar Mondadori, 2008 с. 93. напомня, че „ръководителят на работниците от работилница за вълна на Медичи в крайна сметка стана гонфалониер на правосъдието“.
47. ↑  Alfredo Bosisio, Il Basso Medioevo, in Federico Curato (a cura di), Storia Universale, IV, Novara, Istituto geografico De Agostini, 1968 с. 362-363. и Niccolò Machiavelli, Storie fiorentine, Napoli, presso Giosuè Rondinella, 1863 с. 396..
48. ↑  Bosisio p. 363.. Сумата от 25 хил. флорина може да се оцени като еквивалентна на ок. 2 млн. 800 хил. евро и 5 млрд. италиански лири
49. ↑  Pizzagalli с. 33. e Young с. 68..
50. ↑  Kent .:| „ | В обемната си кореспонденция, както официална, така и частна, Медичите демонстрира значителен интерес и значителна компетентност във военната стратегия. Определян като «condottiere d'huomini» (De Roover, 1953, с. 472), M[едичи] е бил почитател на най-опитните наемни капитани на своето време, които са били наети от флорентинската комуна по време на войната срещу Лука, между 1429 и 1433 г. Той се сприятелява с Николо Мауруци да Толентино, Микелето Атендоло и по-късно с Франческо Сфорца. Стихотворение, публикувано от Ланца и приписвано на М[едичи], е адресирано до Франческо Сфорца и изразява възхищение към лидера според принципите, които за М[едичи] са били необходими в политиката, живота и изкуството. | “ |
51. ↑  Antonio Menniti Ippolito, Francesco I Sforza, duca di Milano, in Dizionario biografico degli italiani, vol. 50, Roma, Istituto dell'Enciclopedia Italiana, 1998 .:| „ | Причините за сблъсъка са много: към териториалните спорове между Милано и Венеция се добавят и контрастите между Флоренция и Венеция относно присъствието на тоскански търговци на източните пазари... | “ |
52. ↑  Alfredo Bosisio, Il Basso Medioevo, in Federico Curato (a cura di), Storia Universale, IV, Novara, Istituto geografico De Agostini, 1968, с. 364.. и Francesco Guicciardini, Storie fiorentine dal 1378 al 1509, a cura di Alessandro Montevecchi, Milano, Biblioteca universale Rizzoli, 1998 с. 85..
53. 1 2 3  Alfredo Bosisio, Il Basso Medioevo, in Federico Curato (a cura di), Storia Universale, IV, Novara, Istituto geografico De Agostini, 1968 с. 364..
54. ↑  George Frederick Young, I Medici, a cura di Giuseppina Taddei Saltini, Firenze, Salani, 1987 с. 84..
55. ↑  Niccolò Machiavelli, Storie fiorentine с. 523-524..
56. ↑  Cappelli p. 119..
57. ↑  Denys Hay, Eugenio IV, Roma, Istituto dell'Enciclopedia Italiana, 2000, .: | „ | Ефектът от това средство бе краткотраен и неспособността на папата да контролира Сфорца го подтикна да използва Джовани Мария Вителески, който с изключителна бруталност покори Колона и техните съюзници. Пред тях през 1434 г. папата трябваше да избяга от Рим с лодка по Тибър до морето, където бе взел галера за Пиза и оттам бе отишъл във Флоренция. | “ |
58. ↑  Denys Hay, Eugenio IV, Roma, Istituto dell'Enciclopedia Italiana, 2000, .: | „ | Междувременно гърците, а именно император Йоан VIII Палеолог, патриархът на Константинопол и около 22 епископи, започнаха във Ферара преговорите за обединението, които продължиха след януари 1439 г. във Флоренция, където Е[вгений] премести събора. | “ |
59. ↑  George Frederick Young, I Medici, a cura di Giuseppina Taddei Saltini, Firenze, Salani, 1987 с. 72..
60. ↑  Guido Cappelli, L'Umanesimo da Petrarca a Valla, Roma, Carocci, 2010 с. 117..
61. ↑  George Frederick Young, I Medici, a cura di Giuseppina Taddei Saltini, Firenze, Salani, 1987 с. 73..
62. ↑  Parks с. 131..
63. ↑  Young с. 53..
64. ↑  Kent ..
65. ↑  Bosisio с. 364..
66. ↑  Cappelli с. 210-211..
67. ↑  Tim Parks, La fortuna dei Medici: finanza, teologia e arte nella Firenze del Quattrocento, a cura di Silvia Artoni, Milano, Oscar Mondadori, 2008 с. 132..
68. ↑  Franco Cesati, I Medici - storia di una dinastia europea, Firenze, Mandragora, 1999 с. 27..
69. ↑  George Frederick Young, I Medici, a cura di Giuseppina Taddei Saltini, Firenze, Salani, 1987 с. 106.. Има и случка, разказана от Niccolò Machiavelli, Storie fiorentine, Napoli, presso Giosuè Rondinella, 1863 с. 572., според когото Козимо, веднага след смъртта на сина си Джовани, е накарал да го разнесат на носилка из различните стаи на двореца на ул. „Ларга“, коментирайки: „Това е твърде голяма къща за такова малко семейство“.
70. ↑  Franco Cesati, I Medici - storia di una dinastia europea, Firenze, Mandragora, 1999 с. 29..
71. ↑  George Frederick Young, I Medici, a cura di Giuseppina Taddei Saltini, Firenze, Salani, 1987 с. 106-107..
72. ↑  Цялата история на погребението и присъждането на почетната титла, дадена му посмъртно, е изложена в George Frederick Young, I Medici, a cura di Giuseppina Taddei Saltini, Firenze, Salani, 198 с. 107..
73. ↑  Franco Cesati, I Medici - storia di una dinastia europea, Firenze, Mandragora, 1999 с. 26..
74. ↑  Tim Parks, La fortuna dei Medici: finanza, teologia e arte nella Firenze del Quattrocento, a cura di Silvia Artoni, Milano, Oscar Mondadori, 2008 с. 109..
75. ↑  George Frederick Young, I Medici, a cura di Giuseppina Taddei Saltini, Firenze, Salani, 198 с. 136..
76. ↑  Young с. 94..
77. ↑  Vespasiano da Bisticci, Vite di uomini illustri del secolo XV, Firenze, Barbera, Bianchi e Comp., 1859 с. 252..
78. ↑  Tim Parks, La fortuna dei Medici: finanza, teologia e arte nella Firenze del Quattrocento, a cura di Silvia Artoni, Milano, Oscar Mondadori, 2008 с. 108..
79. ↑  Vespasiano da Bisticci, Vite di uomini illustri del secolo XV, Firenze, Barbera, Bianchi e Comp., 1859 с. 252-253.:| „ | Тъй като Козимо нямаше толкова много книги, които биха били достатъчни за такава достойна библиотека, както се казва в Житието на Николао Николи, всички изпълнители на завещанието бяха щастливи да изпълнят волята на завещателя, че те трябва да бъдат в Сан Марко, за общата полза на тези, които се нуждаеха от тях; и във всяка книга, в памет на това кои са били, има как са били от наследството на Николао Николи. | “ |
80. ↑  Pierluigi De Vecchi e Elda Cerchiari, Dal Gotico Internazionale alla Maniera Moderna, in Arte nel Tempo, 2, tomo I, Milano, Bompiani, 2004 с. 78..
81. ↑  George Frederick Young, I Medici, a cura di Giuseppina Taddei Saltini, Firenze, Salani, 1987 с. 80..
82. ↑  Biblioteca Medicea Laurenziana - Cenni storici, на bml.firenze.sbn.it, Biblioteca Medicea Laurenziana, 2001 – 2016. Посетено на 7 март 2023 г.
83. ↑  Vespasiano da Bisticci, Vite di uomini illustri del secolo XV, Firenze, Barbera, Bianchi e Comp., 1859, с. 255
84. ↑  Vespasiano da Bisticci pp. 255-256..
85. ↑  Vespasiano da Bisticci, Vite di uomini illustri del secolo XV, Firenze, Barbera, Bianchi e Comp., 1859, с. 256
86. ↑  George Frederick Young, I Medici, a cura di Giuseppina Taddei Saltini, Firenze, Salani, 198 с. 77..
87. ↑  Pierluigi De Vecchi e Elda Cerchiari, Dal Gotico Internazionale alla Maniera Moderna, in Arte nel Tempo, 2, tomo I, Milano, Bompiani, 2004 с. 128..
88. ↑  Guido Cappelli, L'Umanesimo da Petrarca a Valla, Roma, Carocci, 2010 с. 125-126..
89. ↑  Dale Kent, Medici, Cosimo de', in Dizionario Biografico degli Italiani, vol. 73, Roma, Istituto della Enciclopedia italiana, 2009 .:| „ | Интересът на Медичи към неоплатоническите идеи се изразява с покровителството на дейността на Марсилио Фичино, син на първия семеен лекар на Медичите | “ |
90. ↑  вж за биографична информация вписването на DBI по редакцията на Cesare Vasoli, FICINO, Marsilio, vol. 47, Roma, Istituto dell'Enciclopedia Italiana, 1997 ..
91. ↑  Cesare Vasoli, FICINO, Marsilio, vol. 47, Roma, Istituto dell'Enciclopedia Italiana, 1997 .:| „ | Известно е обаче, че той [Фичино] посочва точно тези години като времето на обновената Платонова академия, която ще се формира в Кареджи под патронажа на Козимо. | “ |
92. ↑  Eugenio Garin, L'umanesimo italiano, 3ª ed., Roma-Bari, Laterza, 2000 с. 94..
93. ↑  Giulio Ferroni, La letteratura dell'Umanesimo, in Giulio Ferroni (a cura di), Storia della letteratura, vol. 4, Milano, Mondadori, 2006 с. 36..
94. ↑  За целия историко-филологически разказ вж. Paul Oskar Kristeller, Marsilio Ficino e Lodovico Lazzarelli. Contributo alla diffusione delle idee ermetiche nel Rinascimento, in Annali della R. Scuola Normale Superiore di Pisa. Lettere, Storia e Filosofia, vol. 7, n. 2/3, Pisa, 1938 с. 238..
95. ↑  George Frederick Young, I Medici, a cura di Giuseppina Taddei Saltini, Firenze, Salani, 1987 с. 88..
96. ↑  Giorgio Porisini, Gli affari dei Medici, in Studi Storici, n. 2, Aprile - Giugno 1971 с. 366-367..
97. 1 2  Giorgio Porisini, Gli affari dei Medici, in Studi Storici, n. 2, Aprile - Giugno 1971 с. 367..
98. ↑  Tim Parks, La fortuna dei Medici: finanza, teologia e arte nella Firenze del Quattrocento, a cura di Silvia Artoni, Milano, Oscar Mondadori, 2008 с. 100..
99. ↑  Tim Parks, La fortuna dei Medici: finanza, teologia e arte nella Firenze del Quattrocento, a cura di Silvia Artoni, Milano, Oscar Mondadori, 2008 с. 101..
100. ↑  Tim Parks, La fortuna dei Medici: finanza, teologia e arte nella Firenze del Quattrocento, a cura di Silvia Artoni, Milano, Oscar Mondadori, 2008 с. 149-150..
101. ↑  George Frederick Young, I Medici, a cura di Giuseppina Taddei Saltini, Firenze, Salani, 1987 с. 89..
102. ↑  Tim Parks, La fortuna dei Medici: finanza, teologia e arte nella Firenze del Quattrocento, a cura di Silvia Artoni, Milano, Oscar Mondadori, 2008 с. 74..
103. ↑  Francesco Guicciardini, Storie fiorentine dal 1378 al 1509, a cura di Alessandro Montevecchi, Milano, Biblioteca universale Rizzoli, 1998 с. 93..
104. ↑  John Rigby Hale, Firenze e i Medici, a cura di Maurizio Papini, Milano, Mursia, 1980 с. 46.:| „ | Като разумен, достоен, сдържан и строг човек, който имаше големи интереси във вътрешния ред и в облика на града... | “ |
105. ↑  Paolo Viti, Filelfo, Francesco, in Dizionario Biografico degli Italiani, vol. 47, Roma, Istituto dell'Enciclopedia Italiana, 1997 .: | „ | На 18 май 1433 г. [...] той е ранен в лицето с нож от Филипо Казали от провинцията на Имола и белегът ще остане завинаги. В последвалия процес самият ректор на Студиума, Джироламо Брокарди - с когото Ф[илелфо] вече е имал ожесточени сблъсъци - обвини себе си като подбудител, но шумът от факта и атмосферата на общ конфликт доведоха до това да се вижда зад наемния убиец Козимо де Медичи. | “ |
106. ↑  Vespasiano da Bisticci, Vite di uomini illustri del secolo XV, Firenze, Barbera, Bianchi e Comp., 1859, с. 258
107. ↑  Vespasiano da Bisticci, Vite di uomini illustri del secolo XV, Firenze, Barbera, Bianchi e Comp., 1859, с. 259
108. ↑  John Rigby Hale, Firenze e i Medici, a cura di Maurizio Papini, Milano, Mursia, 1980, с. 25
109. ↑  Franco Cesati, I Medici - storia di una dinastia europea, Firenze, Mandragora, 1999, с. 97
110. 1 2  BARDI, Lotta, detta Contessina, vol. 6, Roma, Istituto dell'Enciclopedia Italiana, 1964
111. 1 2  Carlo di Cosimo (1428/30-1492), на palazzo-medici.it, Palazzo Medici Riccardi, 2007

|  | Тази страница частично или изцяло представлява превод на страницата Cosimo de' Medici в Уикипедия на италиански. Оригиналният текст, както и този превод, са защитени от Лиценза „Криейтив Комънс – Признание – Споделяне на споделеното“, а за съдържание, създадено преди юни 2009 година – от Лиценза за свободна документация на ГНУ. Прегледайте историята на редакциите на оригиналната страница, както и на преводната страница, за да видите списъка на съавторите. ВАЖНО: Този шаблон се отнася единствено до авторските права върху съдържанието на статията. Добавянето му не отменя изискването да се посочват конкретни източници на твърденията, които да бъдат благонадеждни. |